# Gabriela Zapolska
Maria Gabriela Stefania Korwin-Piotrowska (1857–1921), thường được biết đến với cái tên Gabriela Zapolska, là một tiểu thuyết gia, nhà viết kịch, nhà văn theo chủ nghĩa tự nhiên người Ba Lan. Bà cũng là một nghệ sĩ kịch nói, nhà phê bình sân khấu và nữ diễn viên trên sân khấu kịch. Trong sự nghiệp của mình, Zapolska đã viết 41 vở kịch, 23 tiểu thuyết, 177 truyện ngắn, 252 tác phẩm báo chí, một kịch bản phim và hơn 1.500 bức thư.
Zapolska nhận được nhiều sự công nhận nhất qua các tác phẩm hài kịch châm biếm xã hội của mình. Trong số đó, The Morality of Mrs. Dulska, tác phẩm bi hài kịch về giai cấp tiểu tư sản đã tạo ra nhiều tiếng vang nhất trong cộng đồng quốc tế. Tác phẩm này được coi là một bước ngoặt của kịch nghệ Ba Lan đầu thời kỳ hiện đại. Các vở kịch sân khấu của bà đã được dịch ra nhiều ngôn ngữ và được trình diễn tại khắp các nhà hát ở Ba Lan và Châu Âu, cũng như được chuyển thể cho nhiều đài phát thanh và dựng thành phim. Zapolska đã tự mình diễn xuất trên sân khấu trong hơn 200 vở kịch ở Warsaw, Kraków, Poznań, Lwów, Saint Petersburg và Paris.

## Cuộc đời
Zapolska sinh ngày 30 tháng 3 năm 1857 tại Podhajce, thuộc Galicia, trong một gia đình giàu có dòng dõi quý tộc Ba Lan. Vào thời điểm đó, do hậu quả của cuộc Phân chia Ba Lan lần thứ ba, vùng lãnh thổ này bị sát nhập với Áo-Hungary. Cha bà, Wincenty Kazimierz Jan Korwin-Piotrowski, là thống chế của Volhynian. Mẹ bà - Józefa Karska, là một cựu vũ công ba lê. Lưu trữ ngày 20 tháng 3 năm 2017 tại Wayback Machine Khi còn nhỏ, Zapolska theo học tại Viện Sacré Coeur và Viện Giáo dục và Khoa học ở Lwów. Năm 1876, bà bị gia đình ép buộc phải kết hôn với một trung úy Ba Lan tên là Konstanty Śnieżko-Błocki trong lực lượng bảo vệ của Sa hoàng. Cuộc hôn nhân diễn ra không hạnh phúc, bà sớm ly hôn vào năm 1888. Từ năm 1879–1880, bà sống ở Warsaw, nơi bà diễn trong một nhà hát nghiệp dư do Hiệp hội Từ thiện điều hành. Vào năm 1881, Zapolska có thai trong một mối quan hệ ngoài giá thú và bà rời bỏ gia đình. Cũng trong năm này, bà ra mắt cuốn truyện ngắn của riêng mình có tựa đề Jeden dzień z życia róży (Một ngày trong cuộc đời của đóa hoa hồng). Năm 1882, bà trở thành một diễn viên chuyên nghiệp trong nhà hát Kraków với nghệ danh là Gabriela Zapolska. Bà cũng đã diễn kịch ở Poznań và tham gia vào các đoàn lưu diễn khắp Vương quốc Ba Lan. Vào tháng 10 năm 1888, bà được cho là đã cố gắng tự tử.
Năm 1889, Zapolska chuyển đến Paris với hy vọng có thể gây dựng một sự nghiệp nghệ thuật tại đây. Ban đầu, bà đóng những vai nhỏ trong các nhà hát ở đại lộ, Théâtre Libre và Théâtre de l'Œuvre. Bà còn tham gia diễn xuất trong một vở kịch chuyển thể có tên Intérieur (Bên trong) của Maurice Maeterlinck ở Théâtre de l'Oeuvre. Sau một thời gian sống ở Paris, Zapolska dần thiết lập được mối quan hệ với giới nghệ thuật cũng như với những người theo chủ nghĩa xã hội di cư từ Ba Lan, điều này đã ảnh hưởng đến quan điểm xã hội của bà.
Sau khi trở về nước, bà định cư ở Kraków và tham gia diễn xuất trong các rạp hát sân vườn, trong các đoàn du lịch, và sau đó là tại các vở kịch ở Nhà hát Kraków Juliusz Słowacki do Tadeusz Pawlikowski đạo diễn. Bản tính bất chấp, theo đuổi quyền lợi dành cho phụ nữ của bà đã tạo ra những xung đột với các chủ nhà hát. Sau sự ra đi của Pawlikowski vào năm 1900, bà từ bỏ hợp đồng của mình. Zapolska thành lập sân khấu của riêng mình và cho hoạt động khá thường xuyên. Năm 1902, Zapolska điều hành một trường kịch ở Kraków và sau đó cho thành lập Nhà hát Độc lập Gabriela Zapolska. Trải nghiệm ở Paris đã cho phép bà sản xuất hai tác phẩm chuyển thể trên sân khấu của Maeterlinck - Công chúa Maleine, và L'Intruse (Kẻ xâm nhập), cả hai đều được sản xuất vào năm 1902.
Năm 1904, bà chuyển đến Lwów và kết hôn với họa sĩ Stanisław Janowski. Bà trở thành người bảo trợ của nhà hát lưu động mang tên mình (Nhà hát Gabriela Zapolska), trong những năm 1907–1908 khi nhà hát này lưu diễn ở Galicia. Bà ly hôn với người chồng thứ hai vào năm 1910. Trong những năm từ 1912–1913, Zapolska là giám đốc văn học của Teatr Premier. Với vai trò là một nhà phê bình kịch và feuille, bà đã hợp tác với các tạp chí Gazeta Krakowska, Słowo Polskie, Nowa Reforma, Ilustracja Polska và Wiek Nowy. Năm 1915, sau khi Lwów bị Quân đội Nga xâm chiếm, bà kinh doanh một cửa hàng bánh kẹo nhỏ. Zapolska mất ngày 17 tháng 12 năm 1921 tại Lwów (nay là Lviv, Ukraine) và được chôn cất tại Nghĩa trang Lychakivskiy.

## Phong cách và chủ đề
Các tác phẩm của Gabriela Zapolska bị chi phối bởi chủ nghĩa tự nhiên - một phong trào văn học tìm cách tái tạo hiện thực hàng ngày. Bà chủ yếu chịu ảnh hưởng của Émile Zola, một nhà văn theo chủ nghĩa tự nhiên người Pháp. Ngôn từ của bà ấy mang giọng điệu báo chí và giáo khoa. Bà rất giỏi khắc họa cuộc sống của những người nghèo khổ và dễ bị tổn thương nhất trong xã hội, bao gồm những người vô sản, người Do Thái, người hầu, gái điếm,...
Nhân vật trong các tác phẩm của Zapolska hầu hết là những con người rất bình thường. Bà có xu hướng bỏ qua phân tích tâm lý vì cho rằng nó chỉ dành cho các nhà văn trẻ Ba Lan. Bà cũng đưa ra những chủ đề gây tranh cãi, chẳng hạn như mại dâm và bệnh hoa liễu.
Zapolska đã tạo ra những nhân vật văn học hài hước và sống, chẳng hạn như những nhân vật trong tác phẩm nổi tiếng nhất của bà, Moralność pani Dulskiej, Żabusia, Ich czworo. Tragedia ludzi głupich, Sezonowa miłość, và Panna Maliczewska.

### Văn xuôi
Gabriela Zapolska ra mắt truyện ngắn đầu tiên của riêng mình vào năm 1881 với tựa đề Jeden dzień z życia róży. Nhiều tác phẩm của bà thuở ban đầu đã được xuất bản thành nhiều phần ở Lwów và sau đó trên các trang báo ở Warsaw, chủ yếu là tờ báo Przegląd Tygodniowy. Bà đã tổng hợp những truyện ngắn đầu tiên của mình trong cuốn Z dziejów boleści, xuất bản lần đầu năm 1890. Tiểu thuyết và truyện ngắn của bà đã được dịch ra nhiều thứ tiếng, gồm có tiếng Anh, Nga, Đức, Thụy Điển, Séc, Slovakia, Hungary, Ukraina. Zapolska đã bị những người theo trường phái bảo thủ chỉ trích vì những khía cạnh tự nhiên trong các tác phẩm của bà, chẳng hạn như nhận thức về sự vô đạo đức, sự ô nhục, các chủ đề cấm kỵ,... Các tác phẩm văn xuôi  đáng chú ý của Zapolskabao gồm:
- Jeden dzień z życia róży (Một ngày trong cuộc đời của đóa hoa hồng, 1881)
- Małaszka (1883)
- Kaśka Kariesyda (1885–1886)
- Przedpiekle (1889)
- Menażeria ludzka (1893)
- Janka (1895)
- Fin-de-sièclistka (Fin-de-siècle-ist, 1897)
- Zaszumi las (1899)
- Sezonowa miłość (1904)
- Córka Tuśki (1907)
- Pani Dulska przed sądem (1908)
- O czym się nie mówi (1909)
- Śmierć Felicjana Dulskiego (Cái chết của Felicjan Dulski, 1911)
- Kobieta bez skazy (1913)
- O czym się nawet myśleć nie chce (1914)